# ППМП
ППМП (Передвижной пункт медицинской помощи) — бронированная медицинская машина (машина оказания первой помощи), созданный на основе бронетранспортёра МТ-ЛБу.
Передвижной пункт медицинской помощи предназначен для организации в районах боевых действий или в зонах ЧС мобильных перевязочных пунктов для оказания первой медицинской помощи раненым и пострадавшим. Шасси МТ-ЛБу позволяет передвигаться в условиях бездорожья по пересеченной местности, преодолевать водные преград и защищаться от пуль и осколков.

## Описание
В кормовой части корпуса машины располагается отсек объемом 8 м³, где размещаются шкафы с медицинским оборудованием и инструментами, запасом лекарств и перевязочных материалов. Там также располагаются откидные сидения для перевозки легко раненных, есть возможность размещения в три яруса носилок с тяжело раненными. На стоянке у кормового листа корпуса машины, напротив кормового люка может разворачиваться палатка, служащая мобильным медпунктом (для обработки раненых в полевых условиях). В движении палатка в сложенном виде перевозится в корзинах, расположенных на обоих бортах машины. На машине установлены фильтровентиляционная и климатическая установки, имеется бак для возимого запаса питьевой воды. Для обеспечения энергоснабжения на машине применяется переносной дизельный генератор переменного тока мощностью до 5000 Вт.